# Chharra Rafatpur
Chharra Rafatpur es un pueblo y nagar Panchayat situado en el distrito de Aligarh en el estado de Uttar Pradesh (India). Su población es de 21146 habitantes (2011). 

## Demografía
Según el  censo de 2011 la población de Chharra Rafatpur era de 21146 habitantes, de los cuales el 11052 eran hombres y 10094 eran mujeres. Chharra Rafatpur tiene una tasa media de alfabetización del 53,4%, inferior a la media nacional del 59,5%: la alfabetización masculina es del 60,3%, y la alfabetización femenina del 45,9%.